# Fakulteta za kemijo v Beogradu
Fakulteta za kemijo (izvirno srbsko Хемијски факултет у Београду), s sedežem v Beogradu, je fakulteta, ki je članica Univerze v Beogradu.